# رضوان امرابط
رضوان امرابط  (1985 المغرب) هو لاعب كرة قدم مغربي.

## روابط خارجية
- رضوان امرابط على موقع قاعدة بيانات كرة القدم.إي يو (الإنجليزية)